# Ballet royal du Cambodge
Le Ballet royal du Cambodge, également appelé danse classique khmère (khmer : ល្ខោនព្រះរាជទ្រព្យ), est un art sacré des Khmers qui accompagne depuis plus de mille ans les cérémonies royales. Les Khmers offrent ainsi les danses aux génies et divinités en vue de prier les choses sacrées de venir chasser les malheurs de toutes sortes, afin d’avoir la paix et des pluies abondantes. On danse encore pour se divertir et oublier les fatigues d'une vie pénible.
Le répertoire classique comporte quatre types de personnages : Neang la femme, Neayrong l’homme, Yeak le géant et Sva le singe. Chacun possède ses couleurs, ses costumes, son maquillage et ses masques. Ses gestuelles complexes exigent des années de formation et sont accompagnées de musique cambodgienne.

## Étymologie
Les noms occidentaux pour cette tradition de danse font souvent référence à la cour royale; y compris la danse de la cour cambodgienne comme elle a été exécutée et maintenue par les préposés des palais royaux,. En tant qu'art, il est formellement appelé le ballet royal du Cambodg' (ou Royal ballet of Cambodia en anglais) par l'UNESCO, Cravath, Brandon, et d'autres encore dans le domaine académique,; bien que ce terme puisse également désigner le ballet royal en tant que corps de ballet, la Compagnie Nationale de Danse du Cambodge. Le terme de "danse classique khmère" est également utilisé à côté "Royal Ballet of Cambodia" dans les publications de l'UNESCO et par les auteurs mentionnés.
En Khmer, il est officiellement connu sous le nom Robam Preah Reach Trop (របាំព្រះរាជទ្រព្យ, lit. danses de la richesse royale) ou Lakhon Preah Reach Trop (ល្ខោនព្រះរាជទ្រព្យ, lit. théâtre de la richesse royale. Il est également appelé Lakhon Luong (ល្ខោនហ្លួង, lit. le théâtre du roi),. (laku est un mot dérivé du javanais qui signifie marcher). Pendant le régime de Lon Nol au Cambodge, la tradition de la danse était appelée Lakhon Kbach Boran Khmer (ល្ខោនក្បាច់បូរាណខ្មែរ, lit. théâtre khmer de style ancien), un terme le coupant de son héritage royal,.

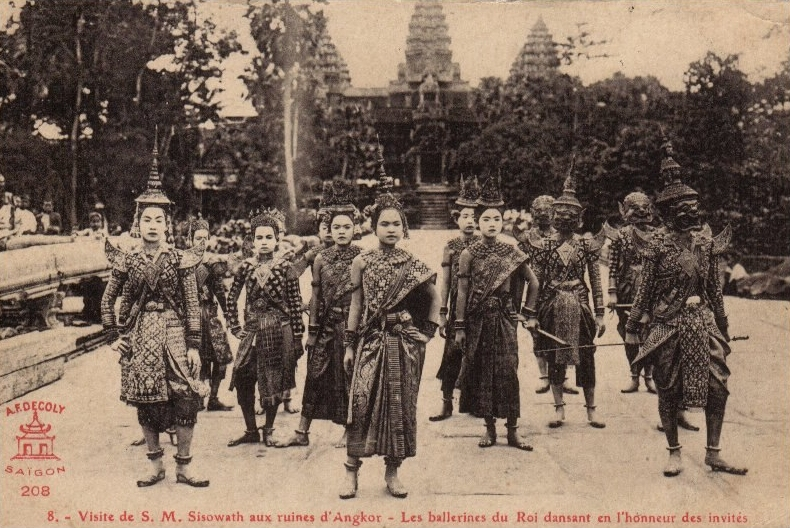
Les danseuses du roi Sisowath lors d'une visite aux ruines d'Angkor Wat.

Les danseuses classiques khmers, dans leur ensemble, sont souvent appelés danseuses apsaras par les profanes; dans le sens moderne, cet usage serait incorrect dans la forme actuelle de la danse car l'apsara n'est qu'un type de caractère parmi d'autres dans le répertoire. Quoi qu'il en soit, l'affiliation romancée du Royal Ballet du Cambodge avec les apsaras et devatas des ruines d'Angkor persiste encore.

## Légendes
La danse est intrinsèquement liée à la culture khmère et au Cambodge. D'ailleurs, selon une légende, le mariage d'un ermite indien, Kampu, avec une danseuse Apsara, Mera, fut nommé Kampumera, qui est devenu le Cambodge. Les enfants de cette union étaient les Khmers.
Selon un autre mythe, le Cambodge serait né du déroulement du Grand Nâga, gigantesque serpent formant le cosmos. Dans ses lents mouvements ondulants du corps et de la tête, la danse classique khmère reproduit donc les évolutions du reptile sacré

## Histoire

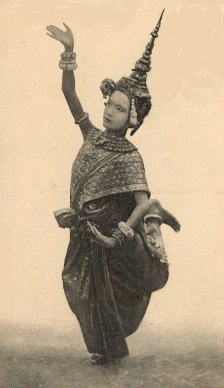
Photo historique d'une danseuse khmère.

Les origines de la danse classique khmère dans le style connu aujourd'hui sont disputées. Des chercheurs cambodgiens, tels que Pech Tum Kravel, ou le savant français George Groslier considèrent la danse classique khmère comme une tradition maintenue depuis la période d'Angkor. En effet, les premières traces écrites de danse sacrée au Cambodge datent du VIIe siècle, période durant laquelle les représentations faisaient partie intégrante des rites funéraires des rois. Tout au long du XXe siècle, les représentations des danseuses de temple était encore répandue dans les processions funéraires, comme celle du roi Sisowath Monivong. Néanmoins, cette tradition a perdu d'ampleur au Cambodge au cours du XVe siècle lorsque le royaume siamois d'Ayutthaya a envahi Angkor. À la suite de la chute d'Angkor, les artisans, brahmanes et danseuses ont été emmenés de force à Ayutthaya.
D'autres chercheurs thaïlandais avancent que la danse classique khmère, telle qu'on la voit aujourd'hui, a été développée à partir de, ou du moins nettement influencée par les innovations de la danse classique siamoise au XIXe siècle et que les formes précédentes de la danse cambodgienne étaient différentes de la forme actuelle. L'accomplissement et l'influence de l'art et de la culture thaïlandaise, de l'Ayutthaya à la première période de Rattakosin, sur les pays voisins étaient évidents d'après les observations de James Low, un capitaine et savant britannique spécialiste de l'Asie du Sud-Est, au début de l'ère Rattanakosin: “Les Siamois ont atteint un degré de perfection considérable dans les expositions dramatiques - et sont à cet égard enviés par leurs voisins les Birmans, les Laosiens et Cambodgiens qui emploient tous des acteurs siamois quand ils le peuvent”.
Selon James R. Brandon, le lakhon nai du Siam était, dans les années 1800, l'influence principale sur la danse de la cour cambodgienne. Martin Banham mentionne également que des artistes thaïlandais furent amenés pour restructurer la tradition de danse de la cour royale du Cambodge pendant la même période. En effet, il y avait des artistes siamois dans la cour royale du Cambodge pendant tout le 19e siècle selon les sources principales sur le ballet royal, les écrits de Groslier inclus; cela suggère un lien fort avec les danses de cour du Siam et ses influences. Sasagawa mentionne la reconnaissance par Groslier des interprètes siamois dans le ballet royal du Cambodge et mentionne également la revendication nationaliste de Norodom Sihanouk selon laquelle les Siamois enseignaient au Cambodge sa forme d'art perdue, qu'ils avaient préservée après avoir saccagé Angkor. Cependant, Sasagawa note également que les innovations siamoises (telles que l'histoire d’Inao, une adaptation de la version malaise de Panji) n'était pas présente dans la tradition de danse angkorienne.
Toutefois si les danses classiques thaïlandaise et khmère partagent de nombreuses similitudes, la danse classique laotienne en partage tout autant. Or à l'inverse de la Thaïlande, il est reconnu au Laos que la danse classique laotienne puise ses origines dans la danse classique khmère. Selon les légendes laotiennes concernant le premier souverain du Lan Xang, il est dit qu'en plus d'une importante armée de soldats khmers, le roi était accompagné de nombreuses danseuses de la cour d'Angkor. Aujourd'hui, diverses troupes de danse-théâtre, principalement situées à Luang Prabang et Vientiane, continuent de maintenir la tradition des danses de cour classiques, ainsi que des théâtres et danses folkloriques d'influence khmère, préservant le patrimoine culturel de la région.

### Périodes d'Angkor et pré-angkorienne

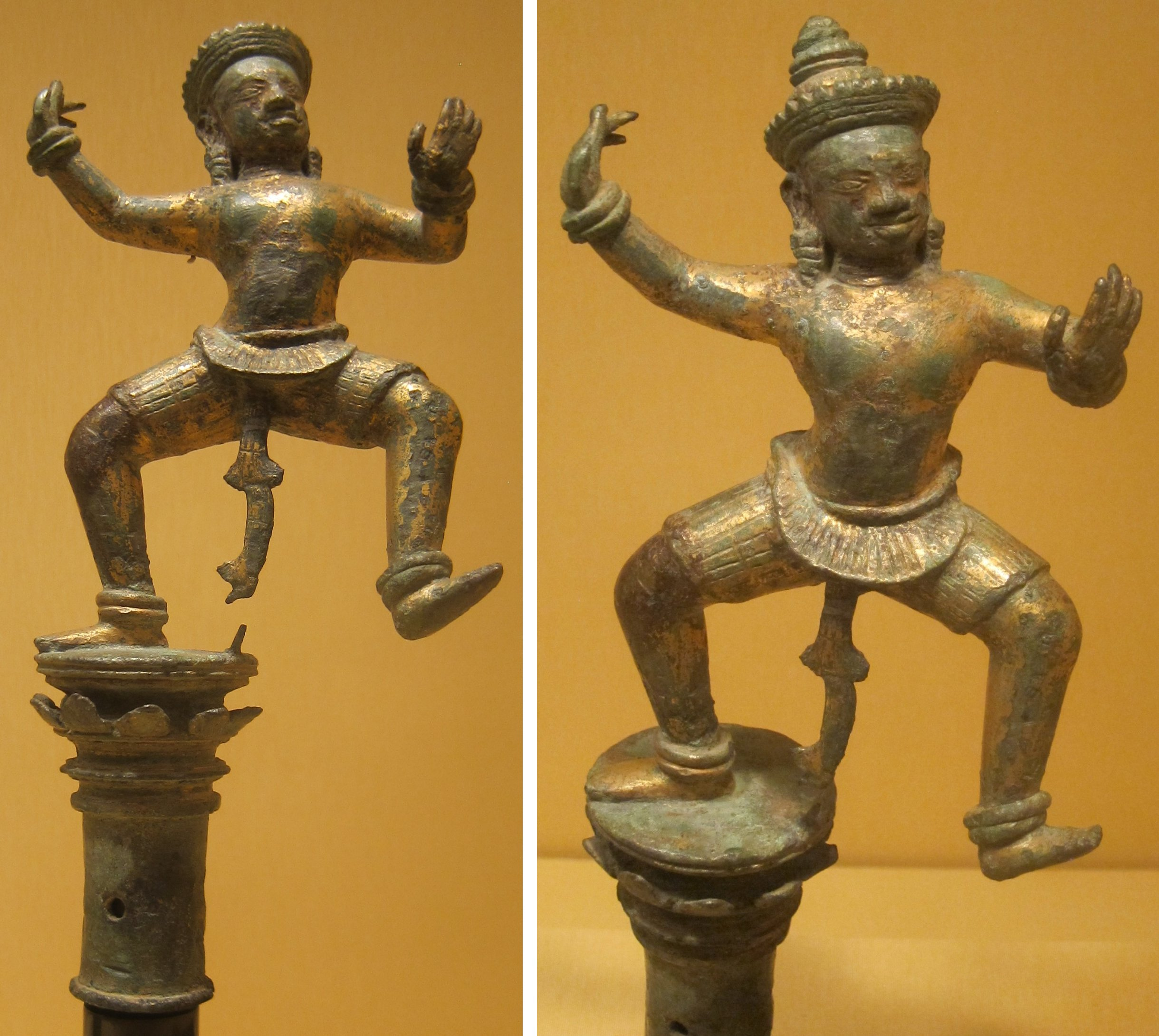
Figures dansantes dans le style d'Angkor, 10e siècle.

L'une des premières traces écrites de la danse sacrée au Cambodge date du VIIe siècle période pendant laquelle les performances étaient utilisées comme faisant partie intégrante du rite funéraire pour les rois. Au cours du 20e siècle, l'utilisation des danseuses est toujours attestée dans les processions funéraires, comme pour celle du roi Sisowath Monivong.
Pendant la période d'Angkor, la danse était pratiquée rituellement dans les temples. Les danseuses du temple en sont même venues à être considérées comme des apsaras, qui servent à distraire les divinités, faisant aussi office de messagères pour eux comme auprès d'eux. Des inscriptions sur pierre antiques décrivent des milliers de danseuses apsara assignées à des temples et performant lors de rites divins comme pour le public.
La tradition des danseuses du temple a décliné au XVe siècle, lorsque le royaume siamois d'Ayutthaya a envahi Angkor. Quand Angkor tomba, ses artisans, brahmanes et danseuses furent emmenés en captivité à Ayutthaya.

### Période post-angkorienne
Au 19e siècle, le roi Ang Duong, qui avait passé 27 ans en tant que prince captif à la cour siamoise à Bangkok (le Grand Palais), restructura sa cour royale au Cambodge avec des styles classiques siamois de la période Rattanakosin. Des danseuses royales sous le patronage de la cour royale de Siam furent envoyés à la cour royale au Cambodge pour enseigner la danse classique thaïe aux Khmers durant cette période.

### Période coloniale française

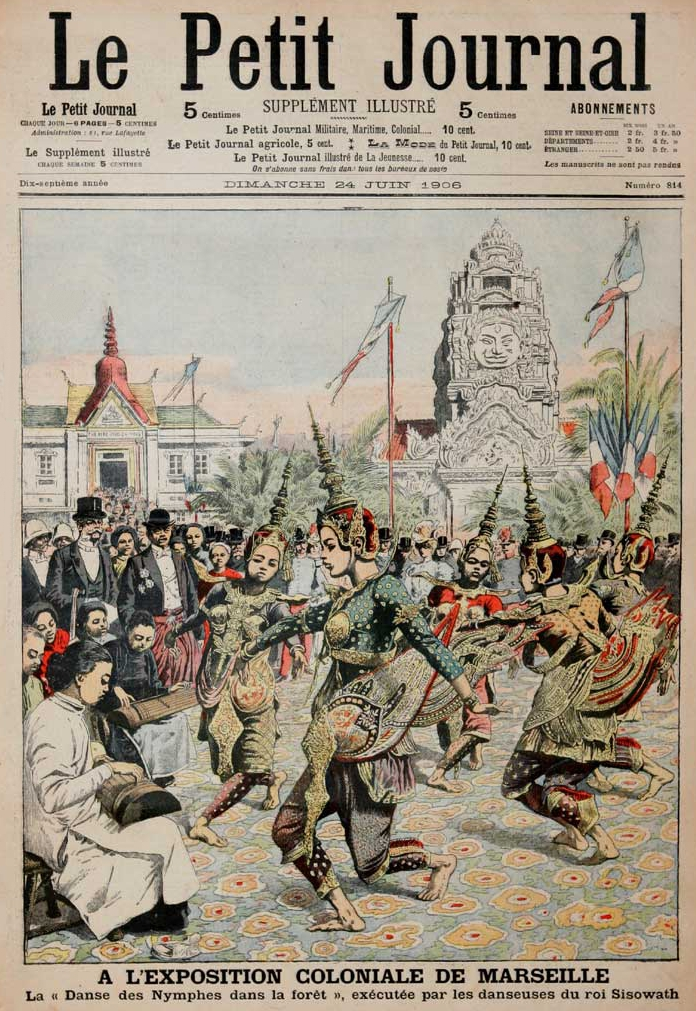
Les danseuses kinnari du roi Sisowath à l'Exposition coloniale de Marseille de 1906.

À l'époque du protectorat français du Cambodge, comme pour la période précédente, il était de coutume pour les invités du palais royal de recevoir une représentation du ballet royal
Le Ballet royal du Cambodge se produisit pour la première fois hors du Cambodge en 1906 lors de l'Exposition coloniale de Marseille, alors qu’il accompagnait le roi Sisowath lors de sa visite en France sous la suggestion de George Bois, un représentant français à la cour du Cambodge.
Au cours de ce voyage, les danseuses attirèrent en particulier l’attention du sculpteur Auguste Rodin qui peint alors une importante série d'aquarelles représentant les danseuses. Il écrira d'ailleurs à ce sujet:
« Je les ai contemplées en extase. Quand elles partirent, je fus dans l'ombre et le froid, je crus qu'elles emportaient la beauté du monde. »
George Groslier, directeur colonial français du Musée Sarraut de Phnom Penh (aujourd'hui Musée national), avait pour l'occasion «réinventé» de grandes parties du ballet à travers ses études sur les bas-reliefs d'Angkor Vat.
Elle revinrent également une deuxième fois en France en 1937, pour l'Exposition universelle.

### Après l'indépendance du Cambodge

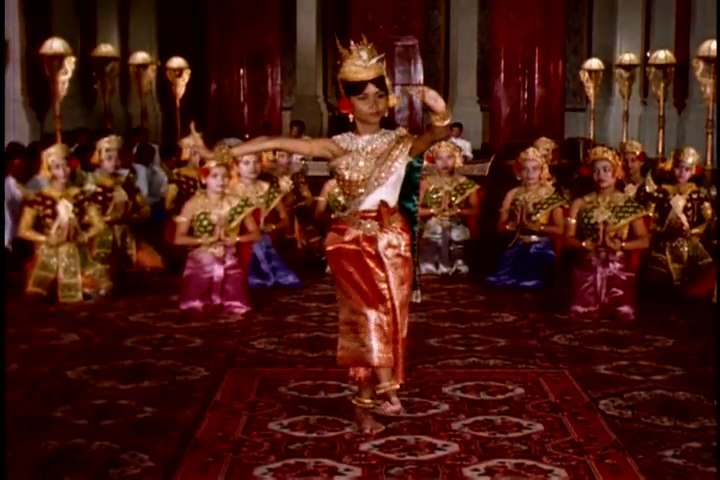
Norodom Bopha Devi en neang rong; Danse de prospérité (1965). Notez les danseuses des rangs inférieurs (ou philieng) en position d’obéissance.

Au moment de indépendance, la reine Sisowath Kossamak devint la marraine du Ballet Royal du Cambodge. Sous la direction de la reine, plusieurs réformes furent apportées au ballet royal, y compris dans la chorégraphie. Les spectacles furent en particulier spectaculairement raccourcis, passant de spectacles durant toute la nuit à des spectacles longs d'environ une heure. Le prince Norodom Sihanouk a par ailleurs présenté les danses du ballet royal dans ses films.
La tradition de la danse classique khmère a subi un préjudice important pendant le régime des Khmers rouges au cours duquel de nombreux danseurs et danseuses furent mis à mort au cours du génocide. Sur les 300 danseuses présentes au Cambodge avant 1975, à peine 10 % ont survécu au génocide orchestré par Pol Pot et Kieu Samphan, pour la plupart en s'enfuyant à l'étranger. Les autres furent toutes déportées, le 17 avril 1975, dans les rizières, comme toute la population de Phnom Penh, rizières où elles succombèrent à la famine et aux exécutions massives.

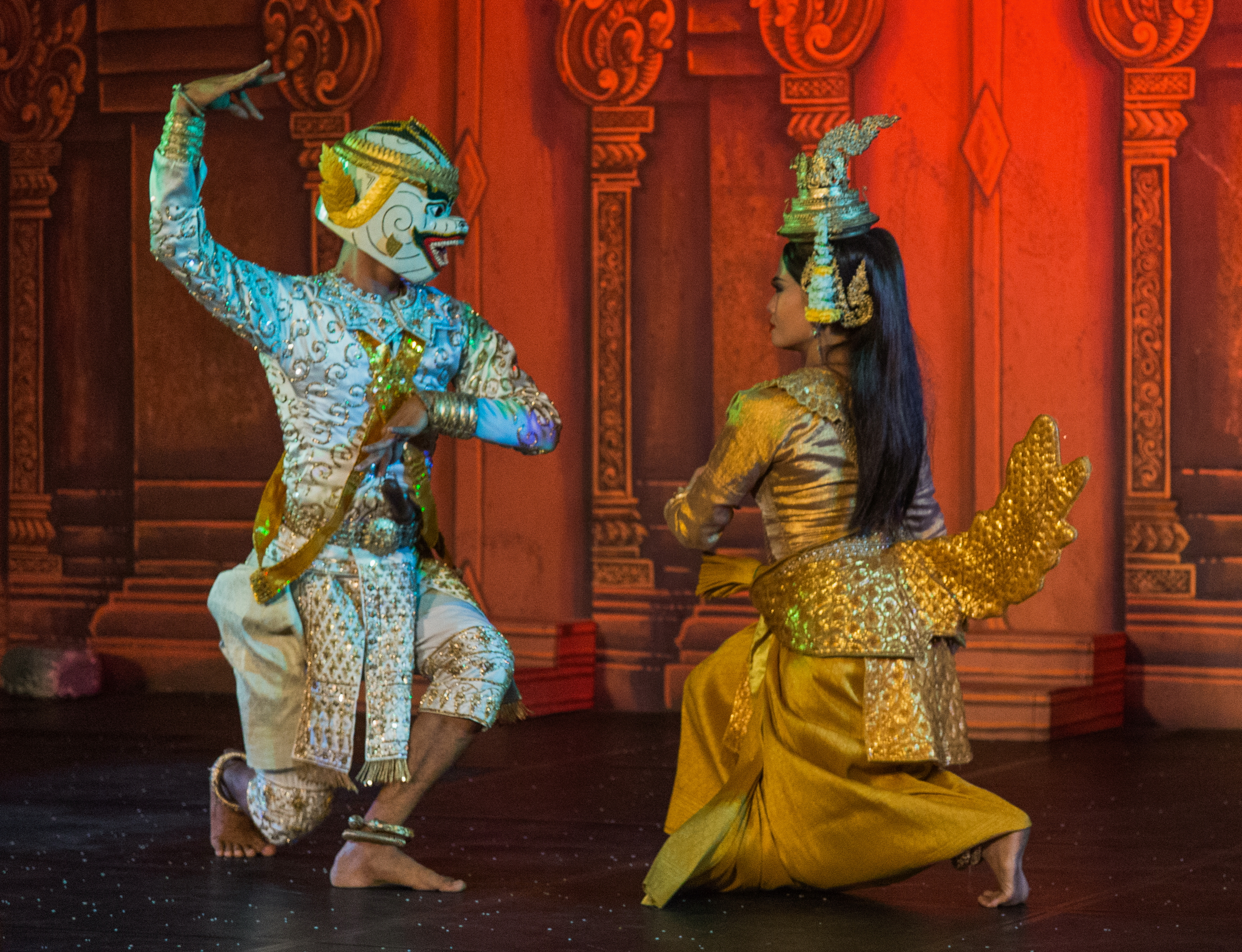
Singe et sirène exécutant la Danse de la Sirène d'Or en 2016 à Phnom Penh.

Bien que 90 % de tous les artistes classiques cambodgiens aient péri entre 1975 et 1979, cela ne causa pas pour autant la fin de cet art. Après la chute des Khmers rouges, ceux qui avaient survécu quittèrent la clandestinité, se retrouvant et formant des «colonies» afin de faire revivre leurs traditions sacrées. La formation de danse classique khmère fût ainsi ressuscitée dans les camps de réfugiés de l'est de la Thaïlande grâce aux quelques danseurs khmers survivants. De nombreuses danses et drames dansés furent également recréés à l'Université royale des Beaux-Arts du Cambodge.
Démantelé en 1975 par les autorités khmères rouges, le ballet royal sera officiellement restauré à partir de 1993 par la Princesse Bopha Devi, fille du roi Norodom Sihanouk ministre de la culture et ancienne première danseuse du ballet,.
Il a été inscrit en 2008 par l'UNESCO sur la liste représentative de son patrimoine culturel immatériel.

## Apprentissage
L'apprentissage commence tôt, entre quatre et douze ans (plutôt dans les tranches basses de ces âges autrefois, parfois un peu plus tard aujourd'hui), pour une période minimale de neuf ans et pouvant aller jusque douze ou treize ans.
Près de 3000 enfants suivent chaque semaine l'enseignement de la danse, initiés par les 19 maîtresses de Ballet ou par les étoiles actuelles. L'entraînement comporte des exercices d'assouplissement et d'élongation des doigts qui seront pratiqués pendant plusieurs années avant d'aborder le répertoire lui-même.
Si en Inde, des traités techniques écrits avaient été depuis longtemps établi pour les danses, ce n'était pas le cas au Cambodge. La danse khmère s'est toujours perpétuée de génération en génération par transmission orale et pratique. Par exemple, la princesse, danseuse étoile et ministre de la culture Bopha Devi avait appris la danse de sa grand-mère, la reine Sisowath Kossamak. C'est d'ailleurs une des raisons pour lesquelles cette tradition de danse a failli disparaître lors de la période des khmères rouges, quasiment toutes les récipiendaires de ce savoir étant mortes.
Jusqu'au milieu du XXe siècle, les futures danseuses étaient recrutées dans les campagnes ou choisies à la cour pour leur physique (visage rond, silhouette longiligne) et leur sens du rythme. Les fillettes venaient alors s'installer au palais royal d'où elles ne sortaient qu'une fois par an pour revoir leur famille.

## Représentations
Durant la période coloniale comme auparavant, il était donc de coutume qu'une représentation du ballet royal soit organisée pour les invités du palais royal. Dans les cérémonies de propitiation (បួងសួង, buong suong), les performances étaient organisées à Wat Phnom ainsi que à la pagode d'argent et à la salle du trône du palais royal. Pour le divertissement, des spectacles étaient souvent organisés à l'intérieur des pavillons des palais royaux.
À Phnom Penh, le Pavillon du Clair de Lune a été construit et est encore utilisé occasionnellement pour des spectacles de danse classique. De nos jours, les lieux de représentation du Royal Ballet comprennent également le Théâtre Chenla et le Palais des Congrès Chaktomuk, conçu par l'architecte Vann Molyvann à l'époque de Sangkum Reastr Niyum. Les restaurants touristiques au Cambodge, notamment à Siem Reap, servent également de lieux de spectacles de danse classique khmère pour des troupes amateurs.
Lors des représentations, les danseuses sont accompagnés par les musiciens de l'orchestre pinpeat (tambours, xylophones en bois, carillons de gongs, hautbois) ainsi qu'à l'occasion par des chanteuses batteuses de cliquettes qui racontent l'histoire présentée.

### L'Orchestre et le Chœur
L'orchestre de musique pinpeat est l'orchestre des danses royales et de la musique des pagodes. 24 musiciens et 10 choristes accompagnent ainsi la danse.

#### L'Orchestre
L'orchestre se compose généralement de:
- deux roneat (xylophones à lames de bambou),
- deux kong-thom (jeux de gongs horizontaux et circulaires),
- des skor-thom (gros tambours à peau de buffle frappés par un gros morceau de bois très dur),
- des chhing (petites cymbales en cuivre),
- un sampho (petit tambour horizontal dont l'exécutant dirige l'orchestre),
- un sralay (hautbois).

L'orchestre se rapproche du Gamelan Javanais (qui possède en plus une flûte et une vielle).

#### le Chœur
Un chœur de femmes, qui rassemble généralement dix choristes, commente l'intrigue, et souligne les émotions mimées par les danseurs, messagers des rois auprès des Dieux et des ancêtres.

### Scène et accessoires

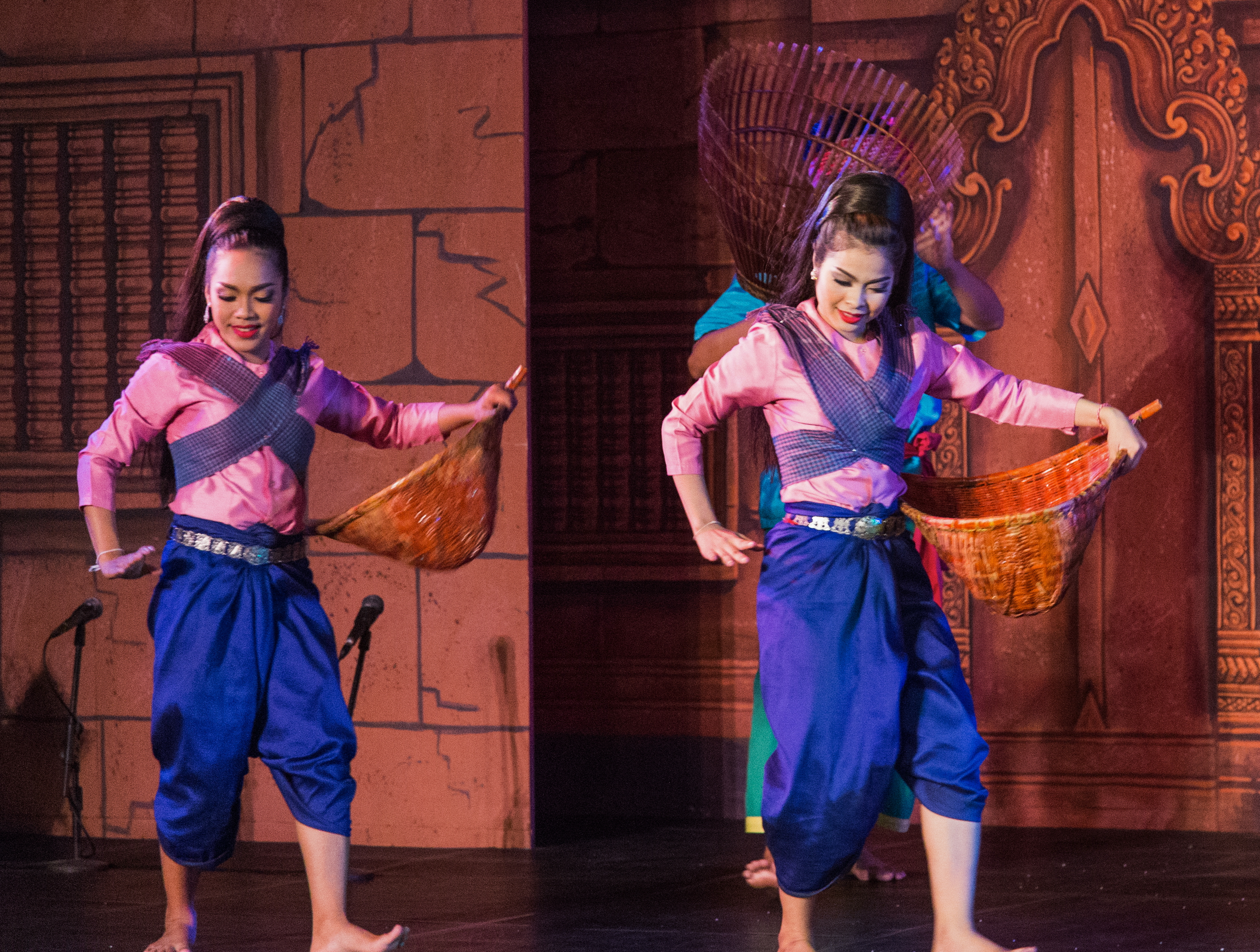
Danseuses portant des paniers - Danse de la Pêche (Nesat) à Phnom Penh.

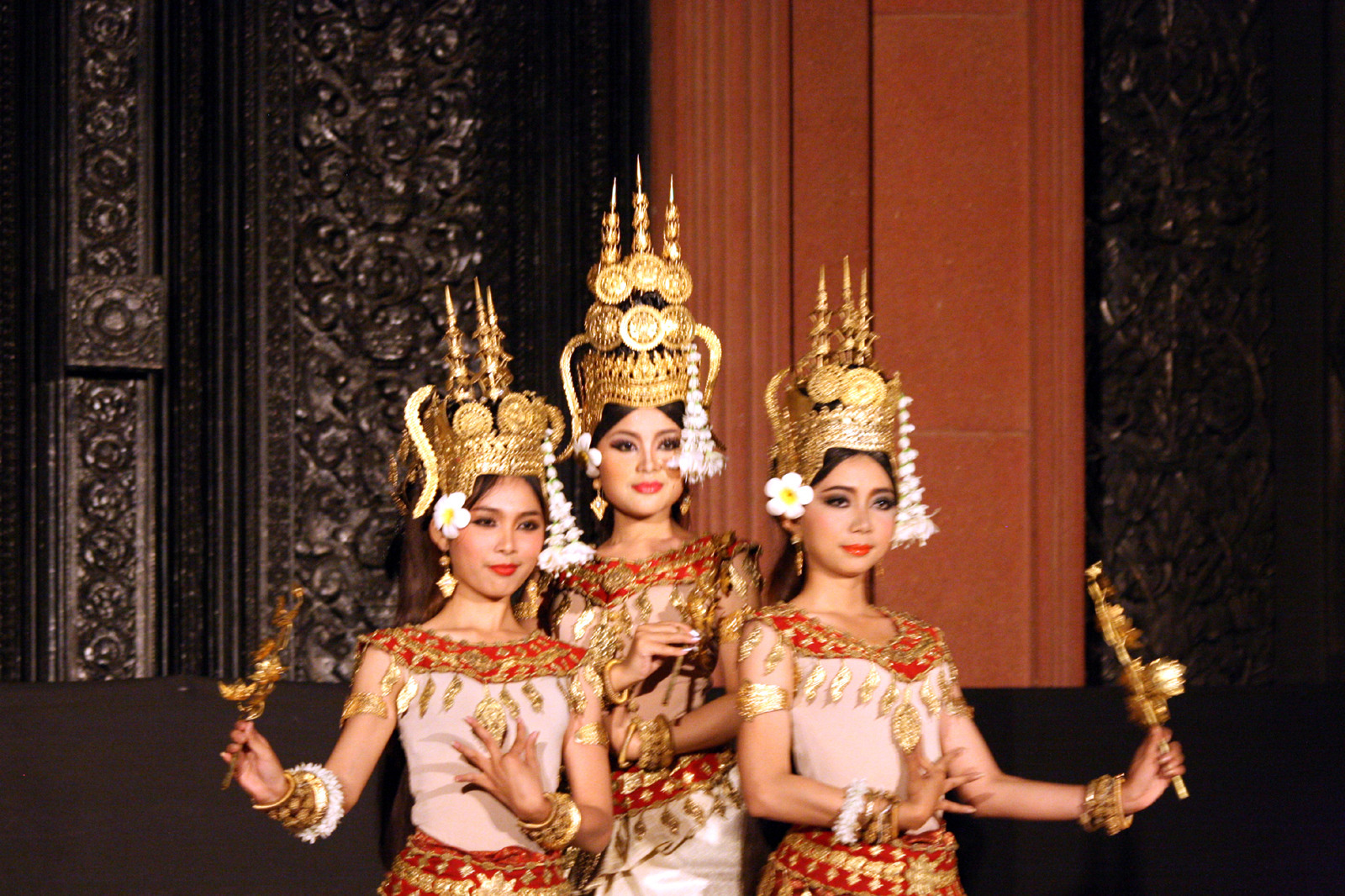
Danseuses portant des branches de fleurs d'or lors du Spectacle des Enfants du Bassac à Phnom Penh.

La scène traditionnelle des spectacles de danse classique contient une table avec un oreiller décoratif, parfois posée sur un tapis d'Orient. Cette table de petite taille, appelée krae (គ្រែ, lit lit), est constante tout au long de la représentation et sert ainsi d'accessoire pouvant représenter de nombreux lieux et objets (un lit, un trône, des locaux d'habitation, etc.).
Dans de nombreux drames, les personnages peuvent être vus maniant régulièrement des armes telles que des arcs, des épées, des bâtons et des massues. Dans certaines danses, les danseurs tiennent en guise d'hommage des objets tels que des guirlandes de fleurs, des éventails et des fleurs d'or et d'argent (voir bunga mas). La représentation du robam makar (la danse du makara) implique que les devas dansent avec langueur et utilisent des éventails pour représenter les écailles du makara mythique, la déesse Manimekhala dirigeant ce ballet mimétique avec sa boule de cristal magique.

## Mouvements et gestuelle

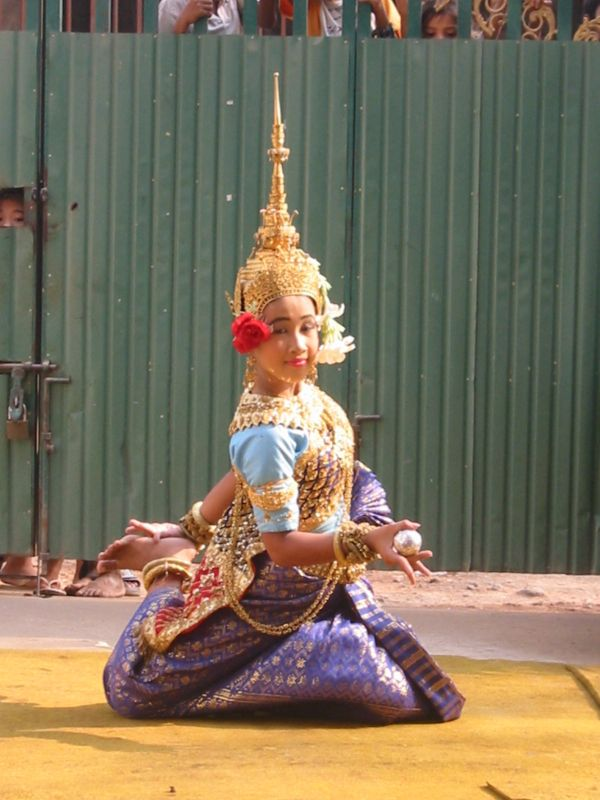
Danseuse khmère dans une pose assise.

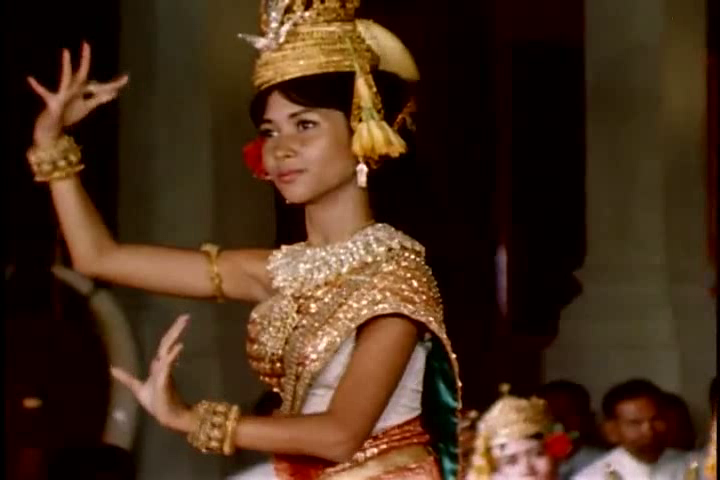
La princesse Norodom Bopha Devi dansant, ses mains formant différents kbach.

Les danseurs classiques khmers (qui sont le plus souvent des danseuses) utilisent des mouvements et des gestes stylisés pour transmettre un sens et raconter une histoire. Ces gestes sont pour la plupart vagues et abstraits, d'autres pouvant être facilement compris. Les danseurs ne chantent pas et ne parlent généralement pas, exception faite de certains rares drames qui peuvent comprendre de brefs exemples de discours par les danseurs. Les expressions du visages sont généralement neutres ou souriantes, bouche fermée. Les danseuses centralisent leurs chorégraphies sur les mouvements des mains et des pieds, tout en ayant le dos cambré.
Les gestes de la main dans la danse classique khmère sont appelés kbach (en) (ce qui signifie style). Ces gestes de la main forment une sorte d'alphabet et représentent de nombreux éléments de la nature comme des fruits, fleurs, ou des feuilles. Ils sont utilisés dans différentes combinaisons et transitions avec des mouvements d'accompagnement des jambes et des pieds afin de transmettre différentes pensées et concepts. La façon dont ils sont présentés, la position du bras et la position de la main par rapport au bras peuvent également affecter leur signification. Les gestes sont effectués de différentes manières selon le type de personnage. Ainsi par exemple, la jambe repliée en arrière signifie l'envol, les mains sur les hanches, un personnage masculin.
La danse classique khmère, malgré une codification extrêmement rigoureuse - elle constitue un véritable langage gestuel d'environ 4500 mots ou expressions -, n'est pas figée. Au fil de l'histoire des nouvelles pièces ont été créées, la plupart inspirées par les récits mythologiques du Reamker (en), le Ramayana khmer.

## Personnages

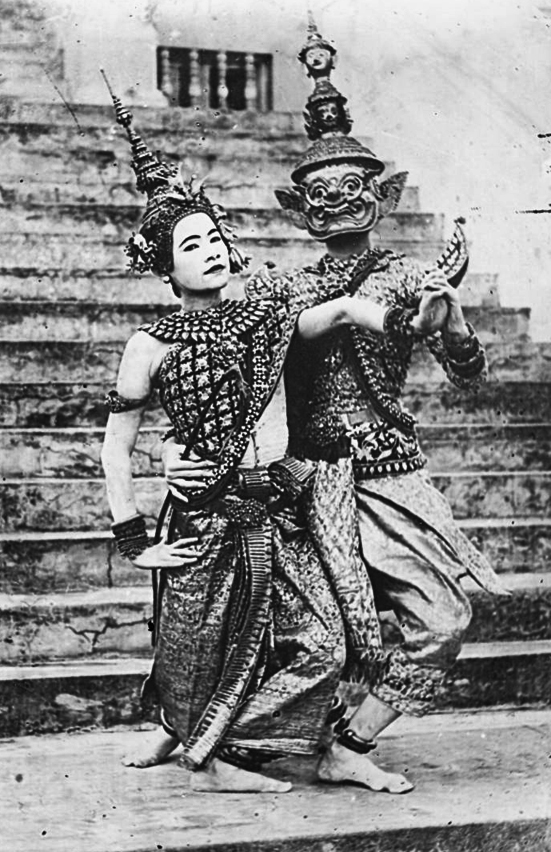
Danseuses dans les rôles de Sītā (rôle neang ek ou féminin) et de Ravana (rôle yeak ek ou de géant).

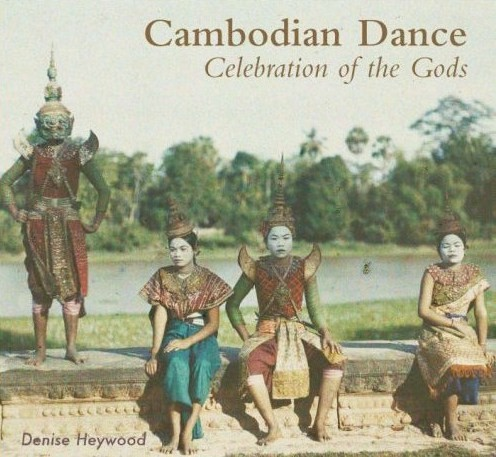
De gauche à droite, personnages yeak ek (premier asura), neang ek (princesse), Neay rong ek (prince) et Apsara (nymphe céleste). - 1918-1921

Quatre types principaux de rôles existent dans la danse classique khmère; neay rong (rôle masculin), neang (rôle féminin), yeak (ogres ou asuras) et les sva (singes). Ces quatre rôles de base contiennent des sous-classes pour indiquer le rang du personnage. Un neay rong ek, par exemple, est un rôle masculin de premier plan alors qu'une neang kamnan (ou philieng) est une jeune servante. Les sous-classes des quatre rôles principaux jouent toutes le même style de danse de la classe à laquelle elles appartiennent. Cependant, le yeakheney, ou ogre féminin, est exécuté avec un style de danse féminisé de la contrepartie masculine. D'autres types de personnages féminins, tels que l’apsara, le kinnari ou la sirène, suivent le même style de danse que le rôle neang mais avec de subtiles différences dans les gestes, la principale différence étant dans le costume. Le type de caractère ngoh, bien que masculin, est cependant présenté avec un style de danse différent de celui du neay rong.
Au Ballet Royal du Cambodge, la plupart des rôles sont occupés par des danseuses. Le rôle des singes a cependant été transféré aux hommes sous la direction de la reine Sisowath Kossamak et peut donc être joué par les unes comme par les autres aujourd'hui. D'autres rôles pouvant être exécutés par des hommes incluent des ermites et des animaux tels que des chevaux et des lions mythiques.

### Neay rong(rôles masculins)
Il existe trois principaux types de personnages masculins :
- Neay rong ek - dieux, rois, ou princes (exemple: Rama)
- Philieng ek - aide-de-camp de personnages importants
- Sena ek - les généraux

### Neang(rôles féminins)

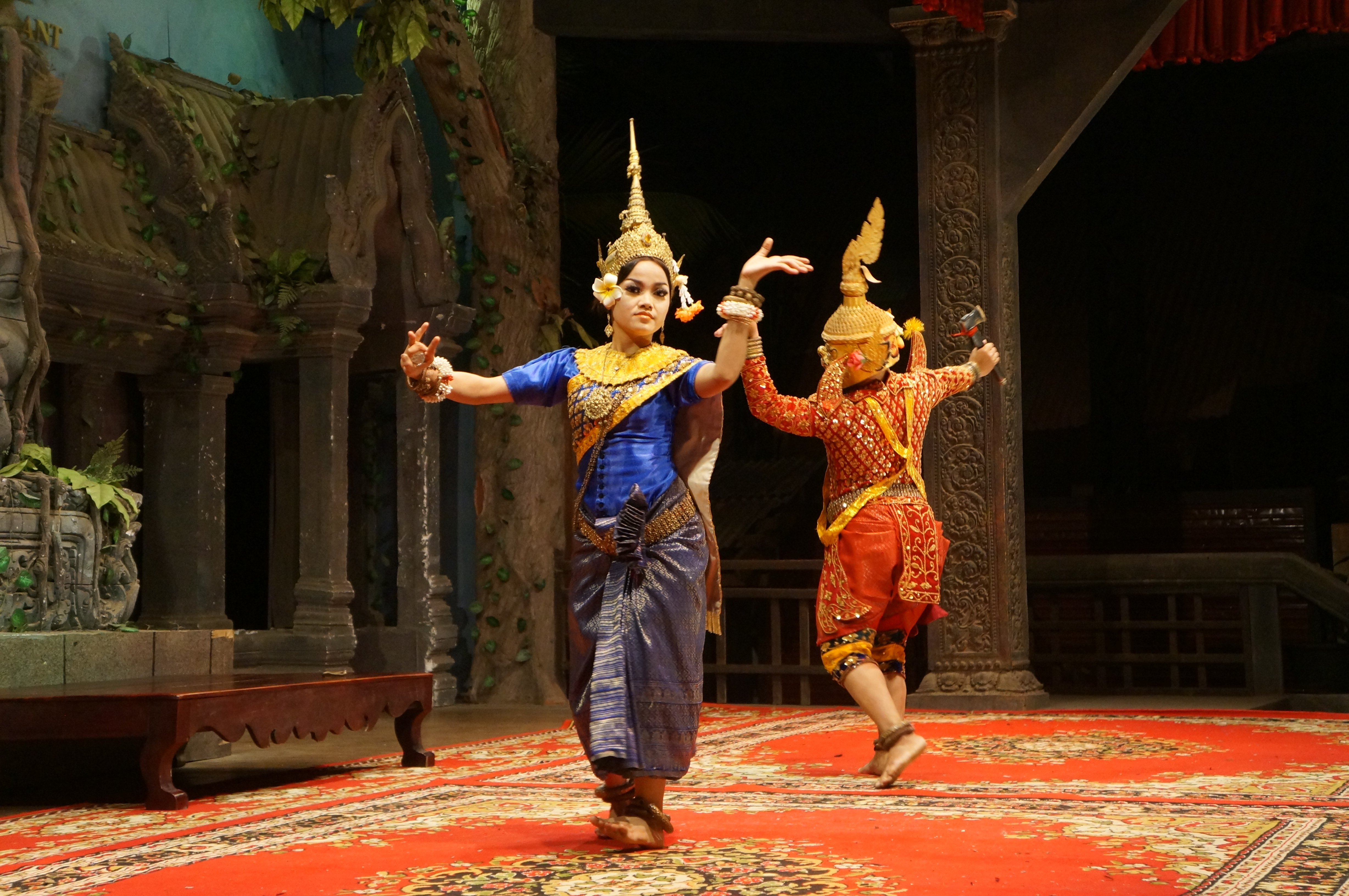
Neang ek (princesse) et singe de dos - Siem Reap, 2014

Il existe quatre principaux types de personnages féminins :
- Neang ek - déesses, reines ou princesses (exemple: Sītā et Manimekhala)
- Neang rong - femmes nobles ou anges (exemple: les filles du magnat, Sampov Keo et Sampov Meas, dans le drame: Krai Thong[37])
- Philieng ek - aide-de-camp de sexe féminin (exemple: Sopheak Leak)
- Neang kamnan ou philieng - servantes ou préposées

### Yeak(rôles de géants)
Il existe trois principales classes de géants :
- Yeak ek - premiers ogres ou asuras (exemple: Ravana)
- Yeak rong - les ogres moins importants
- Yeakheney - ogresses, yakkhini (exemple: Surpanakha)

Les géants sont, avec les singes, un des types de personnages portant toujours un masque. Ce sont aussi généralement les antagonistes des drames.

### Sva(rôles de singes)

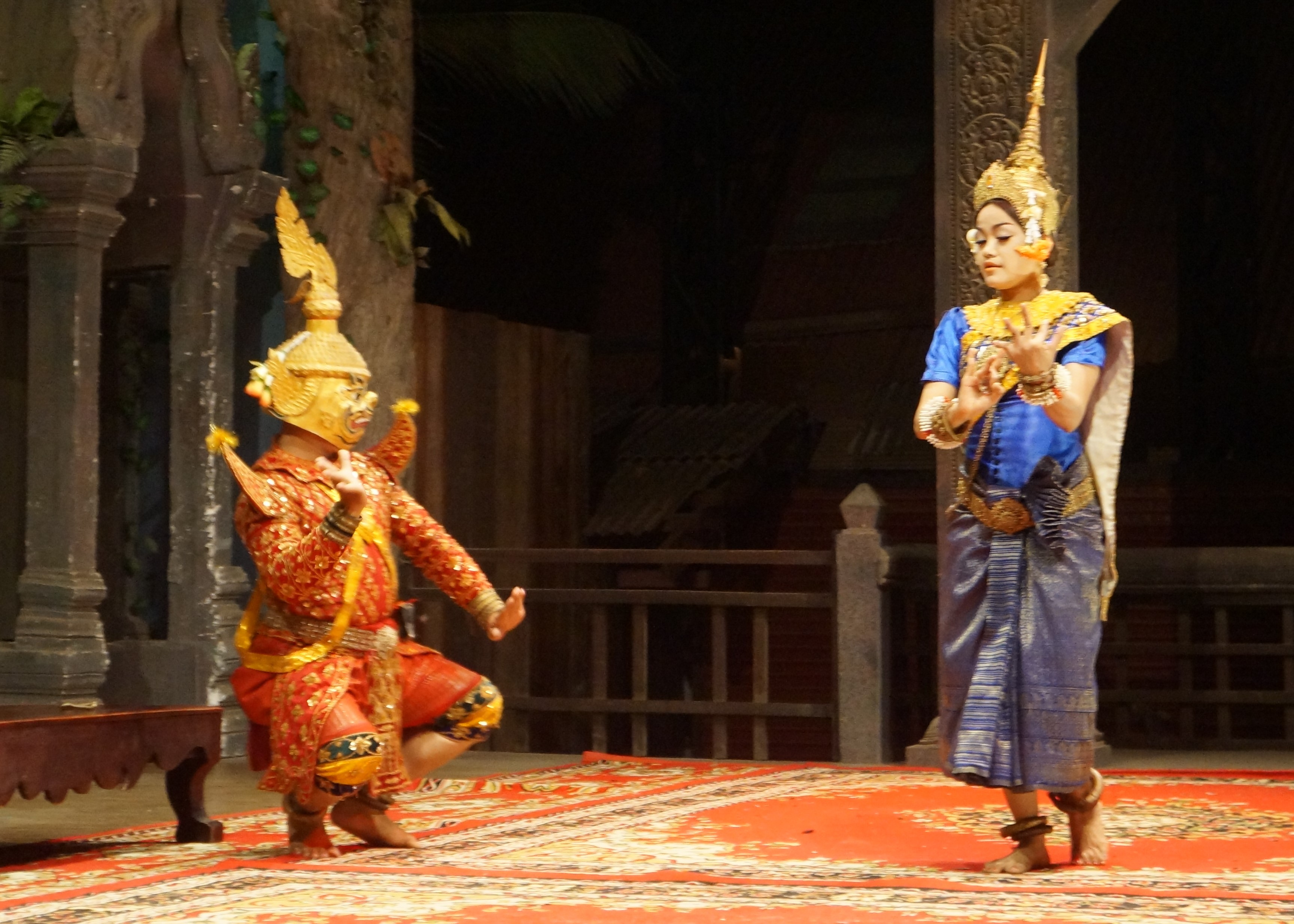
Singe général et princesse - Siem Reap, 2014

Il existe deux principales classes de singes :
- Neay sva khen - singes généraux (exemple: Hanumān)
- Pouk khen sva - singes soldats

Les singes sont, avec les géants, un des types de personnages portant toujours un masque. Ils servent souvent de faire-valoir aux personnages masculins et féminins, permettant aussi de rajouter des éléments comiques aux drames.

### Autres types de personnages

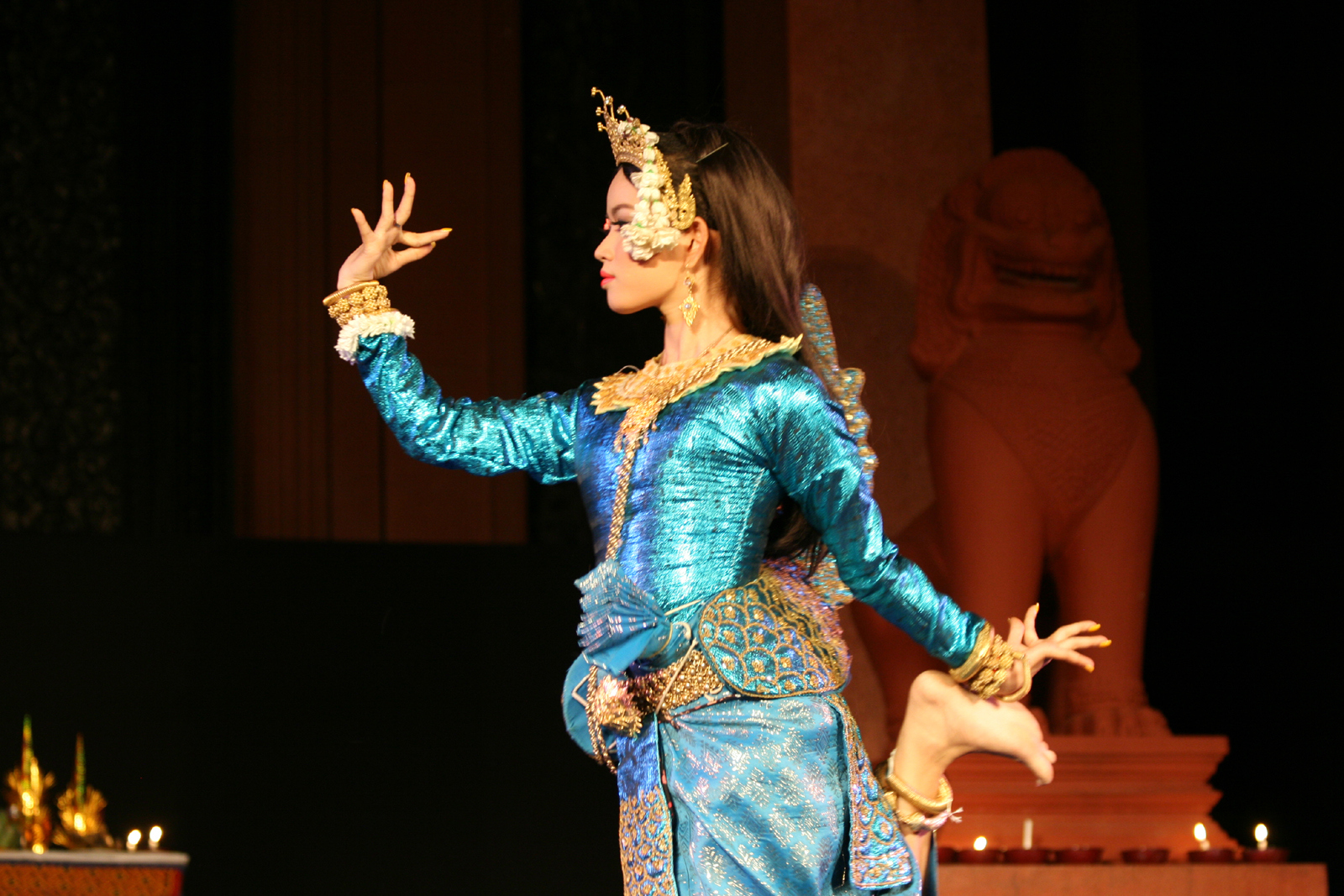
Kinnari lors du Spectacle des Enfants du Bassac à Phnom Penh.

D'autres personnages peuvent apparaître en plus des quatre types principaux, certains d'entre eux ne dansant cependant pas (c'est ainsi généralement le cas des ermites et porteurs):
- Apsaras - nymphes célestes
- Kinnorey - les mythiques kinnaris (exemple: Manohara)
- Maccha - Sirènes (exemple: Suvannamaccha)
- Ngoh - un rôle masculin spécial représentant un négrito
- Eysey - ermites ou rishi, un rôle non-dansé
- Porteurs - impliqué vaguement dans la danse, ne dansant généralement pas

### Animaux

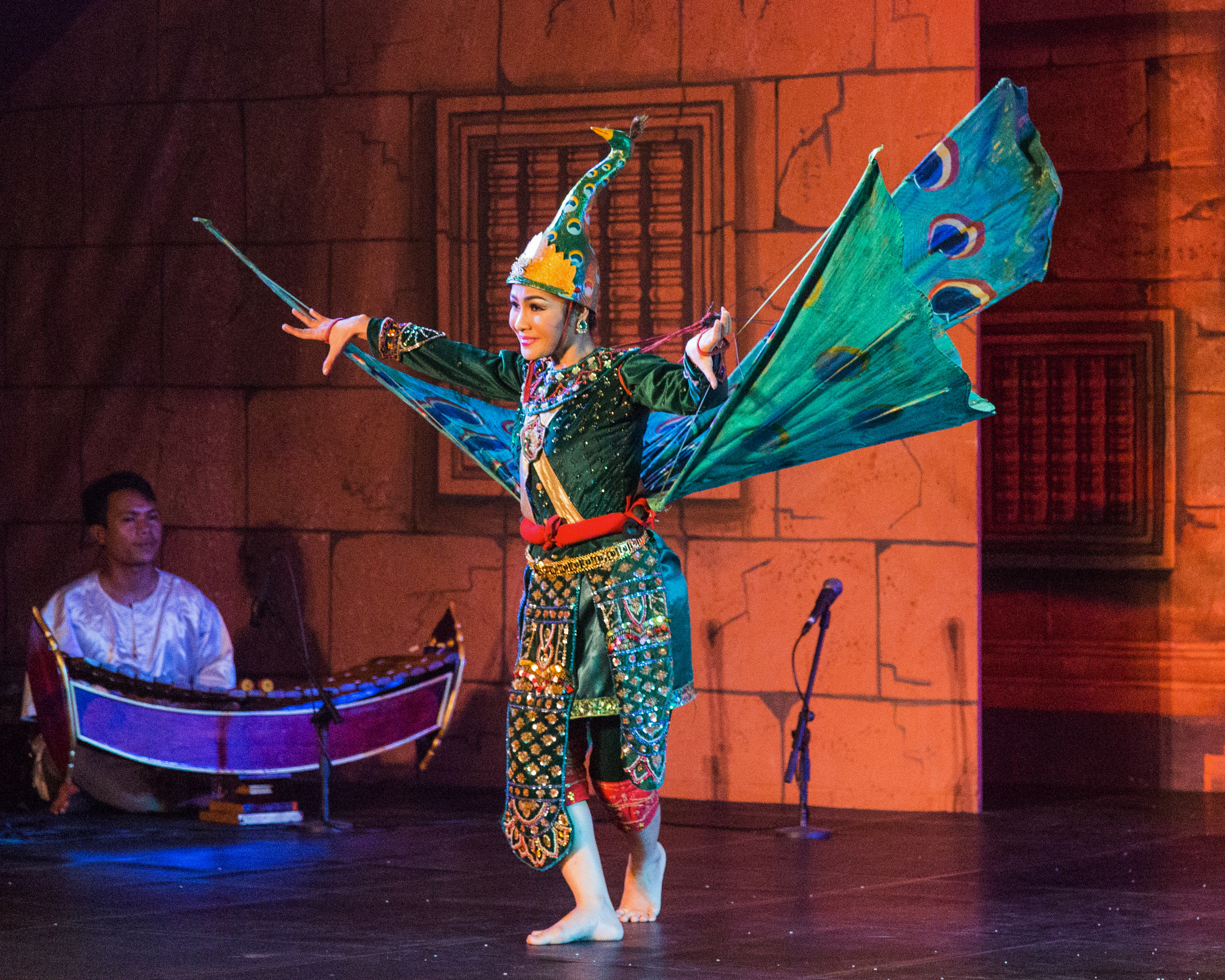
Danse du Paon - Phnom Penh, 2016

Les animaux forment un groupe ou type de personnages à part:
- Garuda et les autres oiseaux mythiques (exemple: Jatayu)
- Cerf - le cerf d'or dans le Ramayana
- Paon
- Lion
- Cheval

Certains animaux peuvent être dotés d'accessoires particuliers pour les différencier, telle la queue en éventail du paon portée grâce à un harnais sur la photo ci-joint.

## Costumes

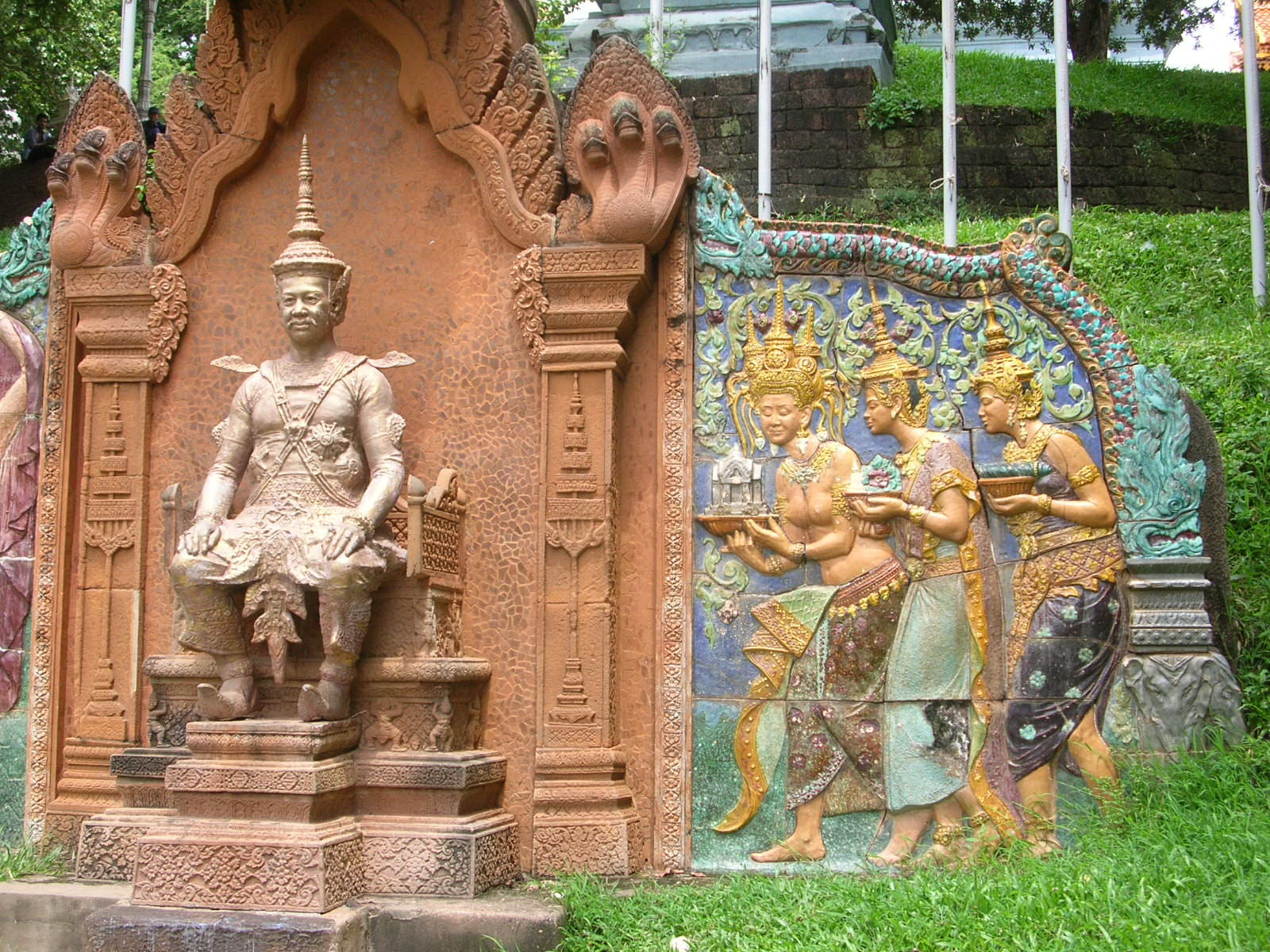
Une représentation de l'ancien costume d'apsara (apsara de gauche) et du costume influencé par le siamois (apsara du centre).

Les costumes de danse classique sont très ornés et fortement brodés, comprenant parfois des paillettes et même des gemmes semi-précieuses.
La plupart des costumes sont considérés comme représentatifs de ce que les divinités portent, ce qui se reflète d'ailleurs particulièrement dans le style artistique de la période post-Angkor. Diverses pièces du costume (comme des chemises) doivent être cousues directement sur les danseurs pour un ajustement serré.
Les différents costumes permettent d'identifier les quatre types de personnages du ballet classique khmère (Neang la femme, Neayrong l’homme, Yeak le géant et Sva le singe), chacun possédant ses propres spécificités.
Le costume actuel des apsaras (danseuses et nymphes célestes), en particulier la coiffe ou couronne à trois pointes, est basé sur le bas-relief représentant des apsaras sur les ruines du temple d'Angkor, une évolution choisie sous la direction de la reine Kossamak Nearireath pour s'écarter de l'influence siamoise et retourner aux racines de la danse khmère.

### Costumes féminins
Le costume typique féminin ou neang se compose d'un sampot sarabot; du sbai; d'un corsage ou maillot de corps et du srang kar auxquels s'ajoutent des bijoux :
- Le sampot (ou charabap) est un type de tissu tissé avec deux fils de soie contrastés ainsi qu'avec un fil métallique (couleur or ou argent). Le sampot est enroulé autour du bas du corps à la manière d'un sarong, puis plissé en une bande à l'avant et fixé avec une ceinture en or ou en laiton. Dans le style actuel, une partie de la bande de brocart plissée pend sur la ceinture sur le côté gauche de la boucle de ceinture, ce qui est une distinction claire des costumes de danse classique thaïlandaise où cette bande plissée est rentrée dans la ceinture à droite de la boucle de ceinture.
- Le sbai (aussi connu sous le nom de robang khnang, littéralement «couverture arrière») est un vêtement en forme de châle porté sur l'épaule gauche. C'est la partie la plus décorative du costume féminin, brodé de minuscules perles et de paillettes; Le motif de broderie habituel pour le sbai de nos jours est un motif floral en forme de diamant, mais dans le passé, il y avait plus de variations de motifs floraux.
- Un corsage ou maillot de corps en soie est porté sous le sbaï, avec une manche courte exposée sur le bras gauche.
- Autour du cou est un collier brodé appelé un srang kar.

Les bijoux du rôle féminin comprennent un grand pendentif en filigrane carré qui est accroché par le coin, divers types de bracelets, bracelets de cheville censés ancrer les personnages à la terre comme bracelets aux poignets, un brassard sur le bras droit et des chaînes de corps de styles variés.

### Costumes masculins

Danseuse vêtue comme un personnage masculin negrito Chao Ngoh - 1909.

Les personnages masculins, ou neay rong, portent des costumes plus complexes que celui des femmes, car il nécessite que certains éléments, comme les manches, soient cousues ensemble à même le corps lors de la mise en place. Le costume typique masculin comprend un sampot sarabap, un pantalon court, une chemise, un srang kar, des épaulettes cambrées, trois bannières à la ceinture et un sangvar:
- Le sampot est porté par les personnages masculins comme par leur homologue féminin, mais différemment. Pour le mâle, le sampot est porté à la façon chang kben, où le devant est plissé et tiré sous, entre les jambes, puis niché dans le dos et la longueur restante du pli est cousue au sampot lui-même pour former un «éventail» drapé dans le dos.
- Un pantalon court tombant sous le genou est porté en dessous, affichant un large ourlet brodé autour des genoux.
- Une chemise à manches longues avec de riches broderies couvre le haut du corps.
- Un srang kar, ou collier brodé, entoure du cou.
- Au bout des épaules se trouve une sorte d'épaulette qui se cambre comme l'arc d'Indra (connu sous le nom d’inthanu).
- Un ensemble de trois bannières forment un autre composant des costumes masculins, richement brodées et portées autour de la taille, à l'avant. La pièce maîtresse est connue sous le nom de robang muk tandis que les deux pièces latérales sont connues sous le nom de cheay kraeng. Les singes et les personnages yaksha portent quant à eux un autre morceau dans le dos appelé robang kraoy.
- Le sangvar est une sangle en forme de x autour du corps, souvent faite de soie dorée et parfois même de chaînes d'or avec des ornements carrés, auquel cas ce dernier est réservé aux personnages plus importants.

Les personnages masculins portent également les mêmes bijoux de cheville et de poignet que les féminins mais avec l'ajout d'un ensemble supplémentaire de bracelets au poignet. Contrairement aux personnages féminins, ils ne portent pas de brassards. Ils portent également un ornement en forme de cerf-volant appelé un sloek po (nommé d'après la feuille de l'arbre de la Bodhi), qui sert de point central pour leur sangvar.

### Coiffes
Il existe plusieurs types de couronnes qui dénotent le rang du personnage.
- Le kbang est généralement porté par les personnages féminins du rang le plus bas; il est aussi porté par les caractères Brahmin avec des ornements autour d'un chignon de cheveux.
- Les divinités et les personnages royaux des plus hauts grades portent une grande couronne à une seule flèche appelée:
  - Mokot ksat pour les personnages masculins,
  - Mokot ksatrey pour les personnages féminins.
- Le panchuret (Groslier romanise comme panntiereth), réservé aux princes et aux généraux (sena), est une couronne en forme de bandeau avec un faux nœud dans le dos.
- Le rat klao est porté par les princesses et, souvent, les jeunes filles dans une danse si elles ne sont pas de rang royal.

Les coiffures de certains personnages comprennent des ornements d'oreille ainsi que des boucles d'oreilles. Certains personnages, en particulier les ogres et les singes, portent des masques. Les ogres et les singes de rang royal ou de rang supérieur portent des masques avec un mokot attaché.

### Ornements floraux
Les danseurs sont traditionnellement ornés de fleurs parfumées bien que, parfois, les fleurs fraîches soient remplacées par des fleurs artificielles. Le pompon floral est traditionnellement fait de Jasminum sambac ficelé avec des fleurs de Michelia, soit Michelia alba, soit Michelia champaca. Le rôle neang (féminin) porte une rose au-dessus de l'oreille droite et un gland floral attaché au côté gauche de la couronne tandis que le rôle de neay rong (mâle) porte une rose sur l'oreille gauche et un gland floral sur le côté droit. Parfois, les danseurs porteront des guirlandes de jasmin arrangées et fixées aux poignets. Le rôle de l’apsara est le plus souvent orné de fleurs de Plumeria obtusa ou de cultivars blancs de Plumeria rubra; parfois les plumerias sont attachés le long de leurs cheveux.

## Musique
La musique utilisée pour la danse classique khmère est jouée par un ensemble de 'pinpeat'. Ce type d'orchestre se compose de plusieurs types de xylophones, tambours, hautbois, gongs et autres instruments de musique. Le chœur se compose de plusieurs chanteuses qui chantent principalement en l'absence de musique. Les paroles sont sous forme poétique et sont chantées entrecoupées de particules grammaticales eu [əː], eung [əːŋ] et euy [əːj] dans divers variations.

### Instruments de musique
- Roneat ek : Le xylophone principal avec des touches en bambou ou en bois de teck
- Roneat thung : Un xylophone avec des touches en bambou ou en bois de teck; grave
- Roneat dek : Un métallophone avec des clés en laiton
- Roneat thong : Un métallophone (aujourd'hui rarement utilisé)
- Kong thom : Un set de 16 gongs arrangés en cercle
- Kong toch : Comme le précédent, mais composé de gongs plus petits
- Chhing : Une paire de cymbales à doigts
- Krap : Une paire de claquettes en bois (aujourd'hui rarement utilisé)
- Sralai : Un type de shawm ou pi; il en existe deux tailles
- Khloy : Un type de flûte en bambou (aujourd'hui rarement utilisé)
- Skor thom : Une paire de tambour joué avec un maillet de percussion
- Sampho : Un type de tambour joué avec les mains

### Pièces de musique
La danse classique khmère utilise un morceau particulier de musique pour un certain événement, comme lorsqu'un danseur entre dans une scène ou lorsqu'il effectue certaines actions telles que voler, marcher ou quitter la scène. Ces pièces musicales sont arrangées pour former une suite. De nouveaux morceaux de musique sont rarement créés.
Voici une liste de morceaux de musique utilisés dans le répertoire:
- Sathukar: (សាធុការ) une chanson de bénédiction utilisée pour la propitiation, souvent utilisée pour commencer une performance;
- Krao nai: (ក្រៅ ណៃ), aussi connu sous le nom de santheuk knong (សន្ធឹក ក្នុង), ouverture pour les personnages yeak (ogre), une démonstration de pouvoir au combat ou au combat;
- Smaeu: (ស្មើ) utilisé pour l'introduction d'un personnage ou d'un groupe de danseurs dans une scène;
- Lea: (លា) utilisé pour présenter le départ d'un personnage de la scène; quitter la scène;
- Cheut Chhing: (ជើតឈិង) littéralement chhing euphonique ; musique caractérisée par la percussion constante des tambours et des petites cymbales en forme de coupe[38]; utilisé pour présenter une action telle que commencer un voyage ou voler;
- Lo: (លោ) musique utilisée en accord avec les actions aquatiques (par exemple les danseurs mimant l'action de ramer en bateau);
- Long song mon: (លង ស៊ង មន) (littéralement: 'bain royal du Mon') une chanson utilisée pour représenter un personnage s'habillant ou soignant son apparence;
- Phya deun: (ផ្យា ឌើ ន); également connu sous le nom de ponhea daeur (ព ញ្ញា ដើរ), un morceau de musique utilisé pour présenter des danseurs marchant (par exemple le début de robam tep monorom);
- Klom: (ក្លុ ម) utilisé pour montrer la grâce et la beauté d'un personnage brandissant son arme;
- Sinuon: (ស៊ីនួន) - littéralement 'couleur crème' en référence au teint, une mélodie féminine douce et lente;
- Salamar: (ស ល មារ) - une musique caractérisée par le sralai, souvent utilisé pour certaines actions telles que le combat, mais pas limité à celles-ci.
- Preah Thong (ព្រះថោង)
- Bao Lut (បោ លុត)
- Sarak Burong (សរៈ ប៊ុ រង)
- Balim (ប លិ ម)

## Répertoire

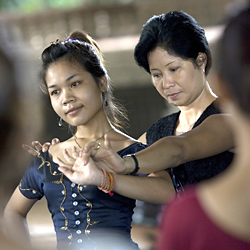
Sophiline Cheam Shapiro enseignant la danse cambodgienne à une jeune élève

Selon le Cambridge Guide to Asian Theatre (1997), le répertoire du Ballet royal comprenait environ 40 danses et 60 spectacles de danse. Depuis la restauration du Royal Ballet en 1979, une partie de l'ancien répertoire a été recréée et plusieurs nouvelles danses ont également été créées, notamment robam monosanhchettana de feu Chea Samy. Depuis quelques années, de nouveaux drames ont été créés par le Ballet royal, comme Apsara Mera. Sophiline Cheam Shapiro a également introduit un nouveau répertoire dans la danse classique khmère bien qu'ils ne fassent pas partie du répertoire royal traditionnel et aient principalement été joués dans des salles occidentales. Ses œuvres comprennent des drames tels que Samritechak, une adaptation de Othello de Shakespeare et Pamina Devi, une adaptation de La flûte enchantée de Mozart.

### Drames dansés
Le répertoire des drames de danse du Ballet royal du Cambodge (រឿង, roeung) se compose d'une myriade d'histoires à la différence du lakhon khol, qui se limite seulement au Ramayana. Beaucoup de drames dansés ont des analogies dans le genre de danse lakhon nai de la Thaïlande, mais ne partagent pas la même chorégraphie ou histoire. À l'époque de la reine Kossamak, plusieurs drames dansés ont été re-chorégraphiés et raccourcis comme Roeung Preah Thong-Neang Neak; un drame qui serait plus tard recréé (en 2003) parmi d'autres.
L'intrigue de nombreux drames est souvent celle d'un personnage masculin qui sauve une demoiselle en détresse ou de l'amour destiné présenté avec des obstacles. Le répertoire traditionnel représente la mythologie, les contes traditionnels et peut parfois inclure des concepts religieux tels que le karma.

#### Sélection du répertoire des drames
- Reamker (Ramakerti, រាមកេរ្តិ៍): Ramayana
- Preah Sothon-Neang Monorea (ព្រះសូធន-នាងមនោហ៍រា): Sudhana-Jataka, autrefois appelé Kailas (កៃលាស), recréé en 2003
- Krai Thong (ក្រៃថោង)
- Inao (ឥណាវ): Panji
- Kakey (កាកី): Kakati-Jataka
- Preah Anoruth-Neang Usa (ព្រះអនុរុទ្ធ-នាងឧសា): Aniruddha
- Sopheak Leak (សុភលក្ខណ៍): Chitralekha
- Preah Samot (ព្រះសមុទ្រ)
- Sovannahong (សុវណ្ណហង្ស)
- Preah Sang (ព្រះស័ង្ខ)

### Danses
En contraste avec les drames dansés, sont des danses plus courtes appelées robam. Elles peuvent servir à plusieurs fins telles que l'honneur, les fonctions rituelles (par exemple assurer la fortune et la prospérité du royaume), et la bénédiction. S'étendant sur plusieurs minutes, ces danses n'ont pas toutes des histoires. Bien que beaucoup de robam sont en effet des extraits de drames dansés tels que robam mekhala-reamso (La danse raconte le mythe cambodgien de la pluie, du tonnerre et des éclairs) et robam sovan macchha (ce dernier étant tiré du Reamker).
La «danse apsara» d'aujourd'hui a été créée sous la direction de la reine Kossamak Nearireath. Son costume est basé sur le bas-relief des apsaras sur les ruines du temple mais une grande partie de celui-ci, y compris sa musique et sa gestuel, n'est pas unique aux autres danses khmères classiques qui ne datent probablement pas de la période d'Angkor.

#### Sélection du répertoire de danses
- Robam tep apsara (របាំទេពអប្សរា)
- Robam tep monorom (របាំទេពមនោរម្យ)
- Robam chun por (របាំជូនពរ)
- Robam makar (របាំមករ)
- Robam sovann maccha (របាំសុវណ្ណមច្ឆា)
- Robam mekhala-reamsor (របាំមេខលារាមសូរ): aussi connu sous le nom de Robam moni mekhala-ream eyso

## Glossaire
kbach (ក្បាច)(lit., style ou motif) se référe à une pose ou un geste utilisé dans la danse classique khmère.
lakhon (ល្ខោន)(lit., théâtre; aussi romanisé comme lakhaon et lkhaon), se référe à différents genres de représentations théâtrales.
lakhon preah reach trop (ល្ខោនព្រះរាជទ្រព្យ)(lit., théâtre de la fortune royale) le nom khmer du principal drame de danse classique du Cambodge; le Ballet royal du Cambodge, dans ce cas, le terme lakhon peut être remplacé par robam.
robam (របាំ)(lit., danse), un terme utilisé pour se référer aux danses et, dans un certain contexte, toutes les danses classiques dans leur ensemble.
robam kbach boran (របាំក្បាច់បូរាណ)(lit., danse dans le style ancien) un terme se référant à la danse classique qui est utilisé dans les genres de théâtre, y compris lakhon khol, lakhon pol srey, et lakhon preah reach trop. Ne pas confondre avec le terme utilisé à l'époque de Lon Nol.
roeung (រៀង)(lit., histoire); se référant à des drames dansés.
yeak (យក្ខ)yaksha; une classe de personnages représentant les asuras et ogres, plus communément traduit par géants.